# Koșelivka, Cervonoarmiisk
Koșelivka (în ucraineană Кошелівка) este localitatea de reședință a comunei Koșelivka din raionul Cervonoarmiisk, regiunea Jîtomîr, Ucraina.

## Demografie
Componența lingvistică a localității Koșelivka
     Ucraineană (99,15%)
     Alte limbi (0,85%)
Conform recensământului din 2001, majoritatea populației localității Koșelivka era vorbitoare de ucraineană (99,15%), existând în minoritate și vorbitori de alte limbi.